# Karl Hessenberg
Karl Adolf Hessenberg (Frankfurt am Main, 8 de setembro de 1904 — Frankfurt am Main, 22 de fevereiro de 1959) foi um matemático e engenheiro alemão.
A matriz de Hessenberg é denominada em sua homenagem.

## Formação
De 1925 a 1930 estudou engenharia elétrica na Technische Hochschule Darmstadt (hoje Technische Universtät Darmstadt). De 1931 a 1932 foi assistente de Alwin Walther nessa mesma instituição, e depois trabalhou em uma estação de energia em Worms. A partir de 1936 trabalhou como engenheiro na AEG, primeiro em Berlim e mais tarde em Frankfurt. Em 1940 recebeu seu PhD de Alwin Walther na Technische Hochschule Darmstadt.

## Família
Hessenberg era irmão do compositor Kurt Hessenberg, e bisneto do médico e autor Heinrich Hoffmann.
A soma e produto de ordinais Hessenberg são nomeadas a partir de Gerhard Hessenberg, outro matemático e parente próximo de Karl Hessenberg.
Seus pais se chamavam Eduard Hessenberg e Emma Kugler Hessenberg.